# Utagawa Kunisada

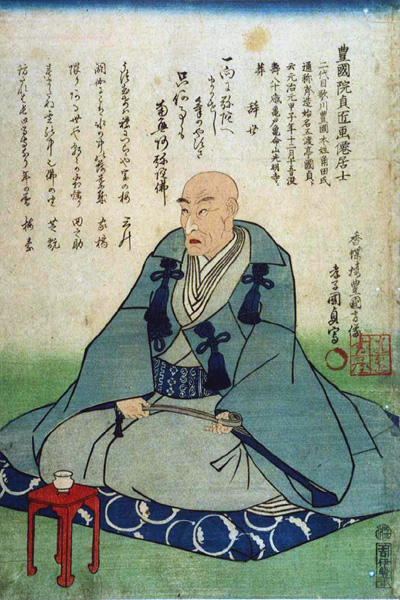
Porträt Kunisadas im Alter von 79 Jahren, kurz vor seinem Tod (Farbholzschnitt von Kunisada II., datiert 12. Monat 1864).

Utagawa Kunisada (jap. 歌川 国貞; * 1786 in Honjo, Edo [heute Sumida, Tokio]; † 12. Januar 1865 in Edo), auch bekannt als Utagawa Toyokuni III. (歌川 豊国 三代), war zu seiner Zeit der populärste, bedeutendste und finanziell erfolgreichste Zeichner japanischer Farbholzschnitte. Im Ansehen seiner Zeitgenossen rangierte er noch vor anderen bekannten Holzschnittkünstlern wie Utagawa Hiroshige und Utagawa Kuniyoshi.

## Leben
Über das Leben Kunisadas ist nur wenig bekannt. Geboren wurde er 1786 als Sumida Shōgorō (角田 庄五朗), auch genannt Sumida Shōzō (角田 庄蔵), in Honjo (本所), einem östlichen Stadtviertel Edos. Seiner Familie gehörte ein kleiner lizenzierter und erblicher Fährbetrieb, dessen Einnahmen ihm zeitlebens eine gewisse Grundsicherung boten. Als Halbwaise herangewachsen (sein Vater starb im Jahr nach seiner Geburt), scheint er früh ein Talent für Malen und Zeichnen entwickelt zu haben. Seine frühen Skizzen beeindruckten Toyokuni I., das Oberhaupt der Utagawa-Schule und seinerzeit führender Zeichner von Kabuki- und Schauspielerporträt-Holzschnitten, sodass dieser ihn 1800 oder kurz darauf als Lehrling in die Werkstatt aufnahm. Wie in japanischen Meister-Lehrlings-Beziehungen üblich, erhielt er von seinem Lehrer einen offiziellen Künstlernamen mit einem Namensteil des Meisters – in diesem Fall Kunisada, abgeleitet aus dem zweiten Teil des Namens Toyokuni.
Kunisadas erster bekannter Farbholzschnitt datiert von 1807, scheint aber zunächst eine Ausnahme gewesen zu sein, da weitere großformatige Drucke von ihm erst ab 1809/10 erschienen. Bereits ab 1808 fertigte er aber Buchillustrationen, und seine Bekanntheit nahm rasch zu. 1809 wurde er in zeitgenössischen Quellen als „Hauptattraktion“ der Utagawa-Schule genannt und 1810/11 auf dem Gebiet der Buchillustration als seinem Lehrer Toyokuni I. zumindest ebenbürtig angesehen.
Kunisadas erste Schauspielerporträts mit zweifelsfreier Zuweisung wurden 1809 veröffentlicht, möglicherweise sind erste derartige Werke aber auch schon 1808 erschienen. Ebenfalls 1809 erschienen seine ersten Bijin-Serien (Bilder schöner Frauen) und eine Serie von Pentaptychons mit Stadtansichten von Edo. Im Jahr 1813 führte ihn eine zeitgenössische Liste der wichtigsten Ukiyo-e-Künstler Edos an zweiter Stelle hinter Toyokuni I.
Utagawa Kunisada starb am 15. Tag des 12. Monats im Jahr Genji 1 (nach westlichem Kalender am 12. Januar 1865) im selben Stadtviertel, in dem er geboren worden war.

## Signaturen
Zu Beginn seiner Karriere signierte Kunisada mit verschiedenen Beinamen wie Gepparō, Kinraisha und Ichiyūsai. Spätestens ab 1810 verwendete er aber auch den Beinamen Gototei, der bis 1842 auf fast allen Kabuki-Drucken zu finden ist.
Um 1825 studierte er den traditionellen Malstil Hanabusa Itchōs bei dessen Nachfolger Hanabusa Ikkei und verwendete von da an den Beinamen Kōchōrō auf sehr vielen Drucken, die nicht dem Kabuki-Bereich zuzuordnen sind. Aber auch Kōchō, Kōchōshi, Tōjuen und Hanabusa Ittai fanden gelegentlich als Beinamen Verwendung.
Im Jahr 1844 nahm Kunisada den Namen seines Lehrmeisters an und signierte eine Zeitlang seine Drucke mit „Kunisada, der seinen Namen in Toyokuni II. geändert hat“. Dabei ignorierte er, dass nach Toyokunis Tod im Jahr 1825 dessen Schüler und Schwiegersohn Toyoshige das legitime Oberhaupt der Utagawa-Schule geworden war und bis zu seinem eigenen Tod im Jahr 1835 bereits den Namen Toyokuni II. geführt hatte. In der Kunstliteratur wird Kunisada heute generell als Toyokuni III. bezeichnet.
Ab 1844/45 signierte Kunisada alle seine Drucke nur noch mit „Toyokuni“, teilweise auch mit verschiedenen Beinamen wie z. B. Kōchōrō und Ichiyōsai. Auf einigen wenigen Drucken finden sich weitere Beinamen wie Fuchoan, Hokubaiko, Yanagishima, Eishū, Kōchō, Ichiyō und Hanabusa Ittai. 

## Werk

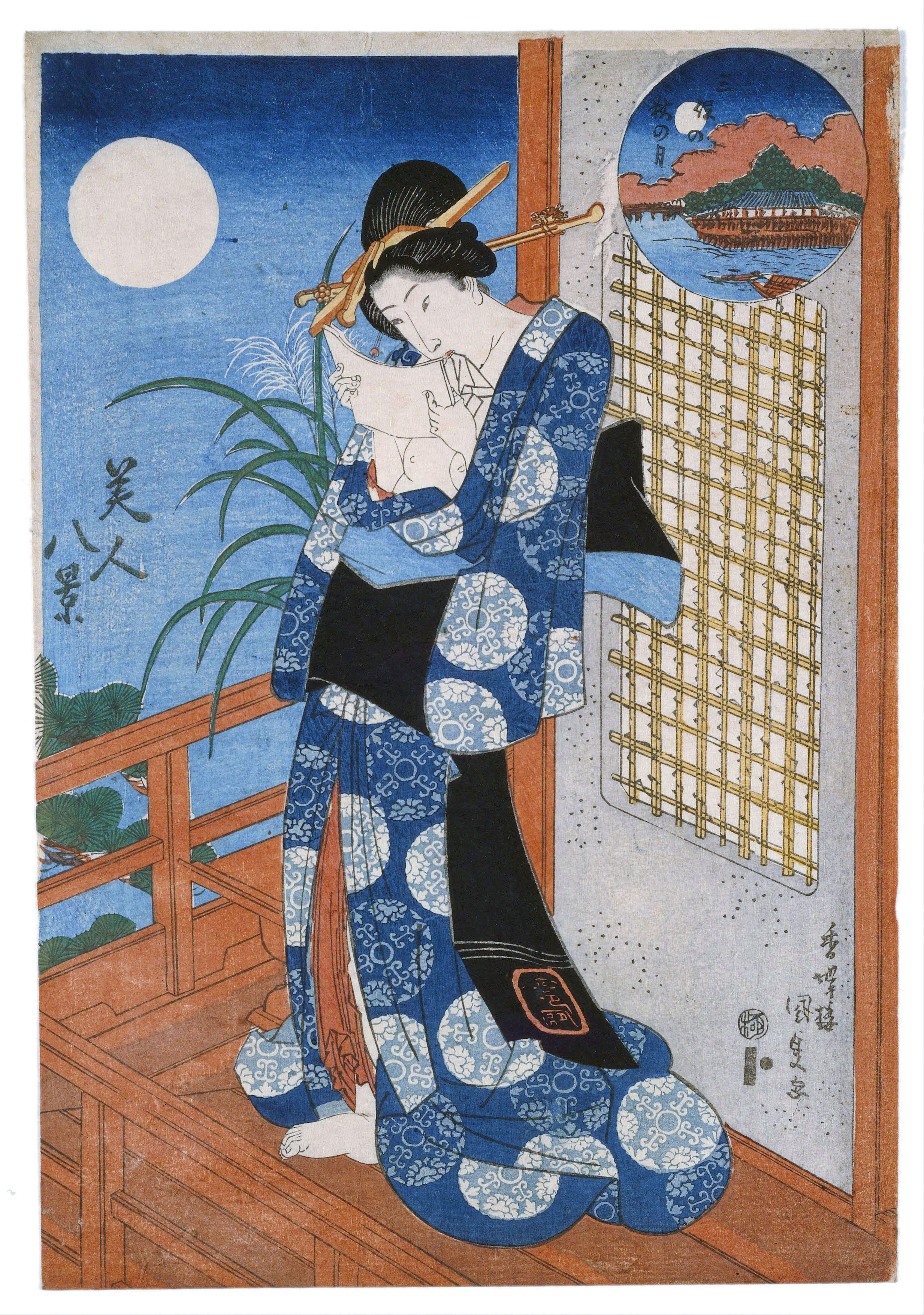
„Herbstmond über Miho“ (Miho no aki no tsuki), aus der Serie „Acht Ansichten von schönen Frauen“, 1830er Jahre

Praktisch vom ersten Tag seiner Tätigkeit bis zu seinem Tod war Kunisada ein „Trendsetter“ in der Kunst des japanischen Farbholzschnitts. Im Einklang mit dem jeweils aktuellen Publikumsgeschmack entwickelte er seinen Stil entweder weiter oder änderte ihn radikal. Alle zeitgenössischen japanischen Künstler orientierten sich an seinen stilistischen Vorgaben.
Kunisadas Produktivität war außerordentlich groß. Sein Lebenswerk kann auf etwa 20.000 Entwürfe für Farbholzschnitte geschätzt werden, was ca. 30.000 bis 32.000 einzelnen Blättern entspräche (das Utagawa Kunisada Project verzeichnete Ende 2010 ca. 17.000 Entwürfe mit zusammen ca. 26.000 einzelnen Blättern). Nicht eingerechnet sind dabei die Entwürfe für mehrere hundert illustrierte Bücher.
Das Hauptmetier Kunisadas war entsprechend den Traditionen der Utagawa-Schule das Genre der Kabuki-Illustrationen und der Schauspielerporträts, etwa 60 % seiner Drucke sind diesem Bereich zuzuordnen. Weitere ca. 15 % seines Gesamtwerkes machen Bijin-Drucke (Bilder schöner Frauen) aus, deren Gesamtzahl weit höher liegt als bei jedem anderen Künstler seiner Zeit. Von 1820 bis 1860 dominierte er außerdem den Markt der Porträts von Sumō-Ringern, und von 1835 bis 1860 hatte er nahezu ein Monopol auf Illustrationen zum historischen Roman Genji Monogatari; erst ab etwa 1850 produzierten andere Künstler ähnlich Drucke. Beachtenswert ist auch die Zahl seiner Surimono (aufwendig gedruckte Gruß- und Glückwunschkarten): Obwohl er diese fast ausschließlich vor 1844 entwarf, sind von kaum einem anderen Künstler mehr bekannt.

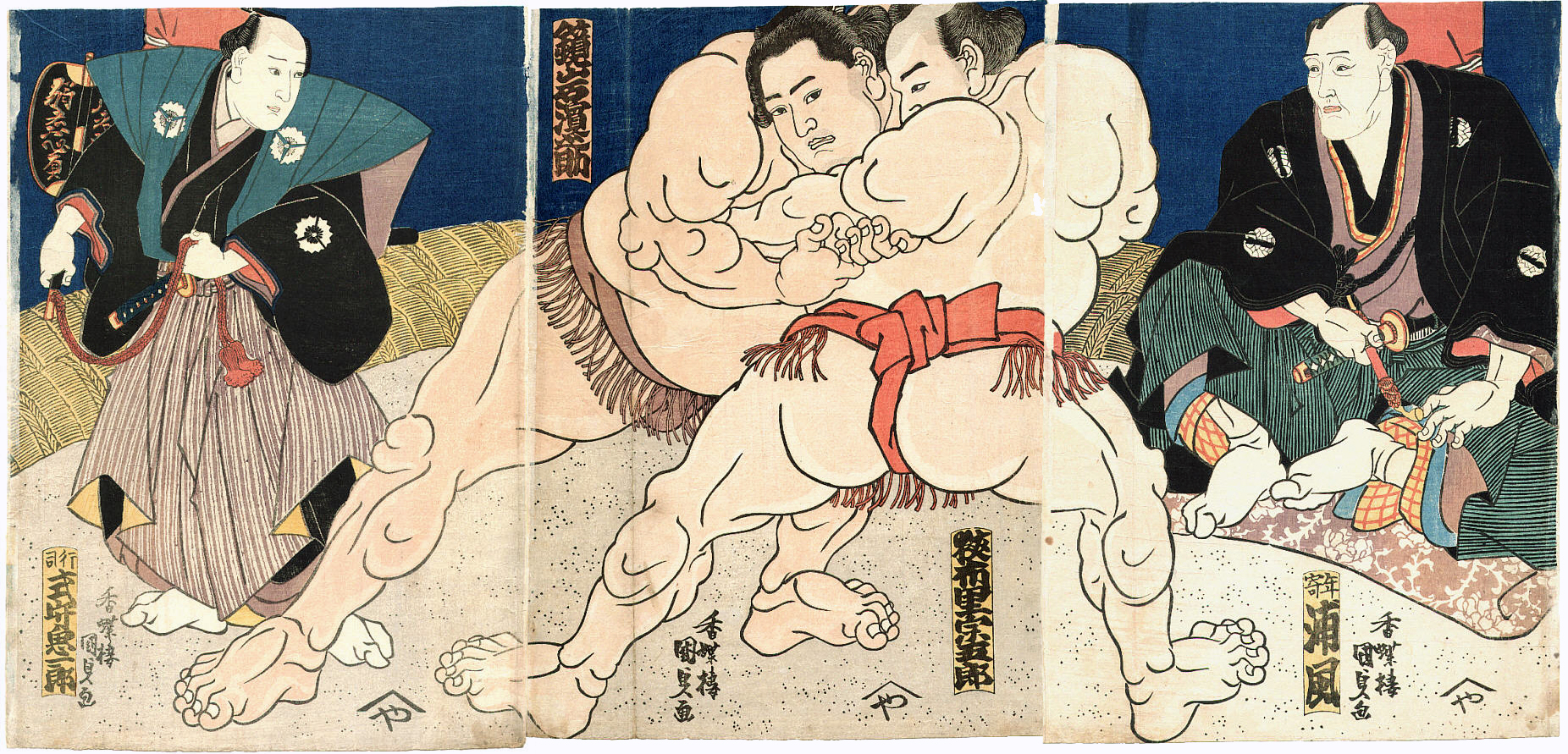
Darstellung eines Sumō-Kampfes zwischen Kagamiiwa Hamanosuke und Kyōnosato Sōgorō (1843)

Landschafts- und Musha-e-Drucke (Abbildungen von Kriegern) von Kunisada sind dagegen relativ selten, es sind nur jeweils etwa 100 bekannt. Relativ unbekannt sind auch seine Gemälde, die er in privatem Auftrag fertigte und die Vergleichen mit anderen Meistern der Ukiyo-e-Malerei durchaus standhalten. Weitgehend unerforscht ist weiterhin seine Tätigkeit als Buchillustrator, obwohl er auf diesem Gebiet offenbar nicht weniger produktiv als auf dem der Farbholzschnitte war. Dazu zählen auch seine zahlreichen Shunga-Bilder (erotische bis eindeutig sexuelle Illustrationen), die in Buchform erschienen und jeweils nur auf einer der Innenseiten mit dem Pseudonym „Matahei“ signiert sind.

### Kooperationen
Kunisada arbeitete Mitte der 1840er-Jahre mit seinen Zeitgenossen Utagawa Hiroshige und Utagawa Kuniyoshi bei drei größeren Serien und einigen kleineren Projekten zusammen. Vieles spricht dafür, dass diese Kooperation vor allem den politischen Beweggrund hatte, gegen die verschärften Zensurbestimmungen der Tempō-Reformen ein gemeinsames Zeichen zu setzen.
In der ersten Hälfte der 1850er-Jahre gab es mit Hiroshige eine weitere Zusammenarbeit bei einigen Serien. Ab Mitte der 1850er-Jahre erschienen auch immer mehr Serien, bei denen Schüler Kunisadas für einzelne Bereiche der Drucke oder auch vollständige Blätter signierten. Offenbar war dies mit der Absicht verbunden, den Absatz von deren eigenen Arbeiten zu fördern.

## Rezeption
Am Ende der Edo-Zeit waren Utagawa Hiroshige, Utagawa Kuniyoshi und Utagawa Kunisada die drei namhaftesten Vertreter des japanischen Farbholzschnitts in Edo. Kunisada und Kuniyoshi als typische Vertreter der Utagawa-Schule wurden jedoch von den ersten europäischen und amerikanischen Sammlern Ende des 19. und Anfang des 20. Jahrhunderts maßgeblich für den Niedergang des japanischen Farbholzschnitts verantwortlich gemacht. Ihre Werke wurden deshalb zunächst als minderwertig und dekadent abgetan.
Utagawa Hiroshige, den man durch den falsch zugewiesenen Familiennamen „Andō“ quasi von der künstlerischen „Dekadenz“ der Utagawa-Schule ausgenommen hatte, galt in Sammlerkreisen bereits Ende des 19. Jahrhunderts als bedeutender Künstler. Kuniyoshis Arbeiten wurden ab den 1960er-Jahren einer Neubewertung unterzogen, und zumindest seinen Musha-e-Drucken wurde gebührende Achtung zuteil.
Von Kunisada wurden weiterhin lediglich einige wenige Schauspielerporträts und Bijin-Drucke vom Beginn seiner Karriere und eine Serie mit großformatigen Schauspielerköpfen von deren Ende als künstlerisch wertvoll gewürdigt. Erst mit dem Erscheinen von Jan van Doesburgs Übersicht über die künstlerische Entwicklung Kunisadas im Jahr 1990 und Sebastian Izzards umfangreicher Darstellung seines Werkes im Jahr 1993 begann sich die Ansicht durchzusetzen, dass auch Kunisada zu den Großen des japanischen Farbholzschnitts zu rechnen ist.